# Mentions légales
Les mentions légales ou mentions juridiques sont une notion de droit se référant en particulier :
- aux obligations légales sur Internet en France ;

ainsi qu'à :
- l'ours (imprimerie) ,
- l'affichage obligatoire ;
- le contrat de transport.